# Santa Cruz Beach and Cliff Drive
Santa Cruz Beach and Cliff Drive è un cortometraggio muto del 1911. Il nome del regista non viene riportato nei credit del film, un documentario prodotto dalla Selig Polyscope Company.

## Produzione
Il film fu prodotto da William Nicholas Selig per la sua compagnia, la Selig Polyscope Company.

## Distribuzione
Distribuito dalla General Film Company, il film - un cortometraggio di 100 metri - uscì nelle sale cinematografiche statunitensi il 24 agosto 1911. Nelle proiezioni, veniva programmato con il sistema dello split reel, accorpato in un'unica bobina con un altro cortometraggio prodotto dalla Selig, The Gray Wolves.